# Chevrolet Volt
Chevrolet Volt je plug-in hibridni električni avtomobil ameriškega proizvajalca Chevrolet (General Motors). V Evropi je znan tudi kot Opel Ampera, v Avstraliji kot Holden Volt, v Britaniji pa kot Vauxhall Ampera. Prodaja v ZDA se je začela decembra 2010, na mednarodnem trgu pa leta 2011. Do septembra 2014 so prodali več kot 83600 avtomobilov.
Volt deluje kot povsem električno vozilo dokler ne zmanjka baterija, kar pomeni okrog 61 kilometrov vožnje. Kapaciteta litij-ionske baterije je od 16,0-17,1 kW·h. Baterijo se lahko polni iz električnega omrežja (plug-in). Če se ne vozi dlje kot okrog 60 km lahko operatuje kot povsem električno vozilo. Če je potrebna daljša vožnja se vžge bencinski motor, ki poganja električni generator. Motor je sicer lahko preko sklopke direktno povezan na pogonsko gred za bolj učinkovit prenos. Moč bencinskega motorja EcoFLEX LUU I4 je 63 kW (84 KM), električnega 111 kW (149 KM), električni generator s permanentnim magentom ima moč 55 kW (74 KM). Avtomobil lahko tudi regenerativno zavira. Teža vozila brez potnikov je 1721 kg.